# Densidade crítica do universo
A densidade critica do universo, usualmente representada por {\displaystyle \rho _{C}}, é um parâmetro cosmológico.

## Definição
Esse parâmetro é definido pela seguinte expressão:
{\displaystyle \rho _{C}\equiv {\frac {3H^{2}}{8\pi G}}.}
Nessa expressão {\displaystyle G} é a constante gravitacional e {\displaystyle H} é o parâmetro de Hubble.